# Silvabestius
Silvabestius ist eine ausgestorbene Beuteltiergattung aus der Gruppe der Zygomaturinae innerhalb der Diprotodontoidea. Die Gattung ist mit mindestens zwei Arten aus dem späten Oligozän Australiens belegt.

## Etymologie und Forschungsgeschichte
Der Gattungsname Silvabestius leitet sich ab vom lateinischen „silva“ („Wald“) und „bestia“ („Tier“, „wildes Tier“, „Bestie“) und lässt sich am einfachsten als „Waldtier“ übersetzen.
Alle bisher bekannten Fossilbelege der Gattung stammen aus den Süßwasserkalken der Riversleigh-Fossillagerstätte im Nordwesten von Queensland. Bereits 1967 war ein Oberkieferfragment aus der Riversleigh-Fundstelle „Site D“ zunächst als nicht näher identifizierbarer Vertreter der Palorchestidae beschrieben worden. Das Fossil wurde 1993 auf Basis von neuem Vergleichsmaterial als urtümlicher Vertreter der Zygomaturinae interpretiert.
1989 wurden von der Riversleigh-Fundstelle „VIP Site“ zwei gut erhaltene Schädel eines urtümlichen Vertreters der Zygomaturinae geborgen und 1992 folgte ein weiterer gut erhaltener Schädel von der Riversleigh-Fundstelle „Hiatus Site“ mit ähnlichen Merkmalen. Die neuen Funde wurden 1997 von Black und Michael Archer als neue Gattung Silvabestius beschrieben.
Die beiden Schädel der VIP-Lokalfauna wurden als Typusart der Gattung, Silvabestius johnnilandi, beschrieben. Der Artzusatz „johnnilandi“ ehrt  John Niland, Vice-Chancellor der University of New South Wales für seine Unterstützung der Grabungsarbeiten in Riversleigh. Der Schädel der Hiatus-Lokalfauna wurde einer eigenen Art, Silvabestius michaelbirti, beschrieben. Der Artzusatz „michaelbirti“ ehrt Michael Birt, Nilands Vorgänger als Vice-Chancellor der University of New South Wales, der die Grabungsarbeiten in Riversleigh nicht nur unterstützte, sondern auch selbst daran beteiligt war. Das Oberkieferfragment von „Site D“ wurde von den Erstbeschreibern ebenfalls der neuen Gattung, aber keiner bestimmten Art (Silvabestius sp.) zugeordnet.

## Merkmale
Die Gattung Silvabestius weist sich insbesondere durch die spezielle Form des dritten oberen Prämolaren (P3) als Vertreter der Zygomaturinae aus. Die Krone dieses Zahns zeigt einen zusätzlichen Höcker (Parastyl) im vorderen Bereich und etwas abgesetzt vom Rest der P3-Zahnkrone. Dieses für alle Zygomaturinae typische Merkmal ist bei Silvabestius allerdings nur schwach ausgeprägt.
Silvabestius unterscheidet sich von allen anderen Vertretern der Zygomaturinae, mit Ausnahme von Neohelos, durch vorhandene Eckzähne im Oberkiefer sowie einige weitere Merkmale der Bezahnung die in dieser Kombination bei keiner anderen Gattung der Zygomaturinae auftreten.

### Arten

#### Silvabestius johnnilandiBlack & Archer, 1997 (Typusart)
Die Typusart der Gattung ist durch zwei Exemplare belegt. Der Holotypus (QMF30504) ist der nahezu vollständige Schädel samt Unterkiefer eines Jungtieres. Der Paratypus (QMF30505) ist ein ebenfalls weitgehend vollständiger Schädel eines adulten Exemplars. Die Schädellänge des Paratypus lässt darauf schließen, dass das erwachsene Tier etwa die Größe eines Schafes erreicht hatte.
Die Alveolen der oberen Eckzähne befinden sich knapp hinter der Sutur zwischen Prämaxilla und Maxilla. Der Prämolar P3 ist vierhöckrig mit kleinem, aber deutlichen Parastyl.

#### Silvabestius michaelbirtiBlack & Archer, 1997
Die zweite beschriebene Art der Gattung ist durch einen einzelnen, relativ vollständigen Schädel belegt. S. michaelbirti wurde deutlich kleiner als S. johnnilandi.
Die oberen Eckzähne befinden sich direkt bei der Sutur zwischen Prämaxilla und Maxilla. Der Prämolar P3 ist dreihöckrig und das nur schwach entwickelte Parastyl setzt sich kaum vom Rest der Krone ab.

## Systematik
Das nebenstehende Kladogramm zeigt die systematische Stellung von Silvabestius innerhalb der Zygomaturinae nach Black & Mackness, 1999.
Die Zuordnung der Gattung Raemeotherium zu den Zygomaturinae ist nicht zu Gänze gesichert, da die Form des entscheidenden dritten oberen Prämolars bei dieser Gattung noch unbekannt ist. Als älteste und urtümlichste Vertreter der Zygomaturinae gelten dementsprechend die Arten der Gattung Silvabestius.

## Palökologie
Silvabestius war, wie alle Vertreter der Zygomaturinae, vermutlich ein Laubfresser.
Die Fossilbelege der Gattung Silvabestius stammen von drei verschiedenen Fundstellen der Riversleigh-Fossillagerstätte die jedoch alle deren „Faunenzone A“ zugeordnet werden können. Der „Faunenzone A“ innerhalb der Riversleigh-Fossillagerstätte wird auf Basis von Faunenvergleichen mit besser datierten Fossilfundstellen ein oberoligozänes Alter zugewiesen. Als Ablagerungsraum für die Süßwasserkalke der „Faunezone A“ (= „System A“ der älteren Gliederung nach Archer et al., 1989) wurde ursprünglich ein See in einem tropischen Regenwald vermutet.
Eine Analyse der Pflanzenreste einer weiteren Fundstelle („Dunsinane  Site“), die ebenfalls der „Faunezone A“ zugerechnet wird, zeichnet jedoch ein anderes Bild. Die Pflanzenfossilien stammen von Vertretern der Silberbaumgewächse, Kasuarinengewächse, Myrtengewächse, Seifenbaumgewächse und möglicherweise auch der Australheidegewächse. Blattreste aus der Fundstelle zeigen ausnahmslos breite Blattformen mit gezähnten Blatträndern und einige Holzreste weisen deutliche Wachstumsringe auf. Beide Merkmale sind für tropische Regenwälder untypisch. Nach Ansicht von Guerin & Hill, 2006 spricht die relativ artenarme Paläoflora eher für offene, von Kasuarinengewächsen dominierte, Hartlaubgehölze, durchsetzt mit laubabwerfendem Lianengestrüpp und nicht für einen tropischen Regenwald mit geschlossenem Kronendach.
Zu einem ähnlichen Befund gelangen 2009 Travouillon und Koautoren bei der Auswertung von Cenogrammen der einzelnen Faunenzonen von Riversleigh. In einem Cenogramm wird die geschätzte maximale Körpermasse aller Säugetierarten eines Biotops logarithmisch gegen die Anzahl der im Biotop vorhandenen Säugetierarten, in absteigender Größenordnung, aufgetragen. Aus dem resultierenden Verteilungsmuster lassen sich Rückschlüsse auf den Charakter des Lebensraumes ziehen. Die Cenogramme der oberoligozänen „Faunezone A“ werden ebenfalls als Hinweis auf offene Wälder ohne geschlossenes Kronendach interpretiert.
Der Holotypus von Silvabestius johnnilandi (QMF30504) zeigt einige Anzeichen dafür, dass das Jungtier noch von seiner Mutter gesäugt wurde. Der Paratypus (QMF30505) stammt von derselben Fundstelle und wurde weniger als 1 m vom Holotypus entfernt gefunden. Der linke obere Schneidezahn LI3 des Paratypus wurde unmittelbar neben der Schnauzenspitze des Jungtieres gefunden. Die Fundumstände werden dahin gehend gedeutet, dass ein Muttertier samt dem von ihr gesäugten Jungtier, praktisch Schnauze an Schnauze liegend, verendeten.